# Haerst (havezate)
De havezate Haerst (ook wel de De Oude Doorn genoemd) stond in de gelijknamige Nederlandse buurtschap Haerst, provincie Overijssel. Het landgoed met de (voormalige) havezate was eeuwenlang in bezit van de adellijke familie Van Haersolte. Van het oude complex is alleen de boerderij Huis te Haerst overgebleven.

## Geschiedenis
In 1513 ontving Johan van Haersolte het goed te Haerst uit de boedel van zijn vader Hendrik. Johans zoon Simon erfde vervolgens deze gronden en liet alles op zijn beurt weer na aan zijn dochter Johanna van Haersolte. Nadat Johanna in 1598 was overleden, kreeg haar dochter Johanna van Doornick het goed in Haerst in eigendom.

### Bouw van de havezate
Johanna van Doornick (†1651) trouwde in 1607 met Zweder van Haersolte (1582-1643), burgemeester van Zwolle, en zij bracht het goed te Haerst in bij haar huwelijk. Zweder liet in 1617 op dit goed de havezate bouwen. Deze havezate leverde hem nog datzelfde jaar een plek op in de ridderschap van Overijssel. Toen hij in 1626 de havezate Egede erfde van zijn schoonvader, verzocht hij de provincie Overijssel om de havezate Haerst als leen op te mogen dragen aan de provincie. De provincie ging akkoord en Zweder werd vervolgens met Haerst beleend, terwijl de havezate Egede juist uit de leenplicht werd onttrokken. Zweder wist nog meer havezaten te verwerven, zoals Bonkenhave, Diese, Oosterveen en Herxen.
Zweders oudste zoon Rutger (†1674) erfde de havezate in 1643. Deze Rutger bekleedde diverse functies, zoals drost van Lingen (1632), landrentmeester van Salland (1639) en drost van Twente (1654). Die laatste functie zorgde echter voor problemen, omdat hij als aanhanger van de prins van Oranje weinig geliefd was bij de stad Deventer en de Twentse adel. In 1657 werd zijn benoeming teniet gedaan. Drie jaar later werd hij drost van Salland. Toen Rutger in 1674 overleed, liet hij Haerst na aan zijn gelijknamige neef, de zoon van zijn broer Anthony.

### Leegstand
Neef Rutger van Haersolte (†1695) was al sinds 1666 lid van de ridderschap dankzij de havezate Herxen. Later zou hij lid zijn wegens zijn bezit van de huizen Paaslo en Toutenburg. De havezate Haerst bleef leeg staan, want Rutger woonde vooral op Herxen en Toutenburg. Na zijn overlijden in 1695 erfde zijn zoon Anthony Adolph (†1722) de havezate, die dankzij dit bezit in 1704 lid werd van de ridderschap.

### Verkoop van een deel van de bezittingen
Anthony's broer Rutger Swier van Haersolte (†1744) erfde Haerst in 1722. Hij had grote financiële problemen en moest een deel van zijn bezittingen in Zwollerkerspel verkopen. Zijn zoon Rutger (†1786) erfde de havezate Haerst en werd in 1745 met de havezate en andere goederen beleend. Net als zijn vader had hij een militaire loopbaan. Rutger huwde in 1745 met zijn nicht Anna Elisabeth van Haersolte tot Hoenlo. Hij verkocht Toutenburg en Paaslo en gebruikte Haerst als zijn vaste woonplek.
Rutger overleed kinderloos, waarna er strijd ontstond over de erfenis. Uiteindelijk zou de weduwe Johanna van Haersolte de havezate erven. De juridische strijd had echter veel geld gekost en een deel van de goederen moest nu worden verkocht, terwijl het huis zelf door leegstand was verwaarloosd.

### Afbraak
Johanna van Haersolte zou in 1797 op de havezate komen te overlijden en liet het huis na aan haar nicht Anna Alisabeth van Haersolte. Anna's dochter Anthonia Coenradina Wilhelmina Assuele Blanckvoort, juffer in het Stift Weerselo, erfde vervolgens Haerst en liet in 1803 het woonhuis afbreken. Vier jaar later liet zij de goederen, waaronder het bouwhuis, publiekelijk veilen. In 1810 kocht Anthony Coenraad Willem van Haersolte (1760-1820) de goederen weer terug.
In 1826 erfde Coenraad Willem Antoni van Haersolte (1783-1862) de voormalige havezate. Hij schonk in 1836 het goed aan zijn zoon Johan Christiaan (1809-1881). Via vererving en verkoop binnen de familie kwam Haerst in 1967 in handen van Coenraad Willem Antoni van Haersolte (1920-1980), die de boerderij Huis te Haerst restaureerde en er ging wonen.

## Beschrijving
De omgrachte havezate was een L-vormig gebouw met een traptoren. Met veertien haardplaatsen was het een van de grootste havezaten in Salland. Bij het complex hoorde ook nog een bouwhuis.
Na de sloop van het woonhuis in 1803 zijn ook de meeste bomen gerooid en de grachten gedempt. Op het voormalige havezatecomplex staat anno 2024 alleen nog een boerderij die de naam Huis te Haerst draagt. 
Ahnem · Den Alerdinck · Arendshorst · Arkelstein · Averbergen · Beerze · Den Berg · Bergentheim · Blankena · Borgele · Boskamp · Boxbergen · Bredenhorst · Buckhorst · Campherbeek · Collendoorn · Den Dam · Dieze · Dingshof · Den Doorn · Hof te Dorth · Eerde · Egede · De Gelder · Gerner · Glinthuis · Gramsbergen · De Groote Scheere · De Grote Weede · De Haere · Haerst · Hagenvoorde · Heemse · Herxen · Hoenlo · Hofstede · 't Hogeholt · Hogenhof · 't Hoogehuis · Junne · Kranenburg · Krijtenberg · De Kuile · Het Laar · Langeveldslo · Leemcule · Luttenberg · Melenhorst · Mennigjeshave · Nijenhuis · Oosterveen · Den Ordel · De Pol · Pothof · Rande · Rechteren · Het Reelaer · Rhaan · Rollecate · Rutenberg · Schoonheten · Schuilenburg · Vechterweerd · Velner · Venebrugge · Verborg · Voorst · Vrieswijk · Werkeren · Westerveld · Windesheim · Wittenstein · Wolfshagen · Zuthem
Den Aalshorst · Den Alerdinck · Huis Almelo · Arkelstein · Averbergen · Azoelen · Backenhagen · Bellinckhof · Den Berg · Huis Bergentheim · Beugelskamp · Beverfeurde · Blankena · Hof te Boekelo · Borgbeuningen · Havezate Boskamp · Boxbergen · Havezate Brecklenkamp · Bredenhorst · Buckhorst · Campherbeek · Colckhof · Den Dam · Huis Diepenheim · Dingshof · Dubbelink · Kasteel Eerde · Egede · Havezate Elsen · Everlo · Landgoed Frieswijk · Glinthuis · Huis Gramsbergen · Grimberg · Grotenhuis · De Haere · Haerst · Hagmeule · Slot Hardenberg · Huis Heeckeren · Huis Hengelo · Herxen · Hofstede · Hogenhof · Hondeborg · Katenhorst · Kevelham · Kranenburg · De Kuile · Het Laar · Leemcule · Luttenberg · Mataram · Mennigjeshave · Nijenhuis (Diepenheim) · Nijenhuis (Olst-Wijhe) · Oldemeule · Olidam · Oosterhof · Huis te Ootmarsum · Den Ordel · Pekkedam · Pothof · Rande · Kasteel Rechteren · Het Reelaer · Rhaan · Rutenberg · Huis Saasveld · Havezate Schoonheten · Havezate Schuilenburg · Singraven · Stoevelaar · Kasteel Toutenburg · Twickel · Vechterweerd · Venebrugge · Kasteel Voorst · Warmelo · Wegdam · Weldam · Weleveld · Huis Werkeren · Westerflier · Wittenstein · Zuthem